# Zenaida (prenume)
Zenaida, sau Zénaïde (în franceză), sau Zinaida (în rusă Зинаида), derivat din grecescul Zenais sau Zenaidos (greacă Ζηναις) este un prenume feminin.

## Etimologie
Numele Zenaida  provine din grecescul Ζηναις (Zenais) sau Zenaidos, derivând astfel românescul Zenaida. Numele grecesc era un derivat a lui Zeus, însemnând „a lui Zeus”.

## Semnificația
Semnificația numelui divinității supreme, Zeus, a grecilor este lumină, cer luminos. Numele Zenaida a ajuns la noi prin intermediar slav, ca majoritatea numelor de aceeași proveniență. Acest nume este atestat din secolul al VI-lea. Derivatele acestuia sunt: Zina, Zinca. Din aceeași categorie mai face parte un nume rar, Zeno, forma catolică intrată în limbă prin maghiara sau germana, care continua grecescul Zenon. Acesta la rândul său, este un compus cu "Zen", "Zeus", ca și Zenobius, din care a derivat Zenovia, apoi Zenobia. Dacă prima parte a acestor nume compuse are legătură cu Zen, cea de-a doua are legătură cu "viața". 
Strâns înrudit cu nume ca Zoe sau Zenaida, numele Zenovia este atestat din vremuri vechi, de la începutul sec I î.Hr. Acest nume semnifică viața, asemenea lui Vitalie. Pătruns în onomastica creștină, el s-a răspândit rapid în apusul și răsăritul Europei prin cultul a doi martiri din Cilicia în timpul împăratului Dioclețian.